# Jan Cieślik
Jan Cieślik (ur. 4 października 1924, zm. 5 października 1995 w Warszawie) – polski dowódca wojskowy, generał brygady Wojska Polskiego.

## Życiorys
Syn Jana i Anieli. Przed wojną uczęszczał do Publicznej Szkoły Powszechnej w Świętomarzy. Podczas II wojny światowej, w 1942, nawiązał pierwsze kontakty z komórką Gwardii Ludowej w rejonie świętokrzyskim, w okręgu nr 7 Radom. Pod koniec 1943 wstąpił do Gwardii Ludowej, a następnie Armii Ludowej. Od kwietnia 1944 walczył w oddziałach 2 Brygady AL „Świt”, a od lipca 1944 jako szeregowy w zwiadzie 1 Brygady AL im. Ziemi Kieleckiej. Używał pseudonimu „Młody”. W sierpniu 1944 był kontuzjowany podczas akcji wysadzania pociągu w rejonie Belna. Uczestniczył w wielu walkach z niemieckimi oddziałami, m.in. we wrześniu 1944 w bitwie pod Gruszką. Do zakończenia wojny przebywał w gospodarstwie ojca.
W kwietniu 1945 wstąpił ochotniczo do Ludowego Wojska Polskiego, powołany przez Rejonową Komendę Uzupełnień Ostrowiec Świętokrzyski. We wrześniu 1945 ukończył Centralną Szkołę Oficerów Polityczno-Wychowawczych w Łodzi i został promowany na stopień podporucznika. Po ukończeniu szkoły został skierowany do 10 Sudeckiej Dywizji Piechoty, gdzie był zastępcą dowódcy 2. kompanii strzeleckiej do spraw polityczno-wychowawczych w 27 Pułku Piechoty, od lutego 1947 instruktorem-wykładowcą w dywizjonie artylerii 25 Pułku Piechoty, a od kwietnia 1947 zastępcą dowódcy tego dywizjonu do spraw polityczno-wychowawczych. Od stycznia 1948 do sierpnia 1949 uczył się w Wyższej Szkole Oficerów Polityczno-Wychowawczych w Rembertowie, po ukończeniu której został skierowany do Wyszej Szkoły Piechoty w Rembertowie, gdzie był kolejno wykładowcą wydziału politycznego na kursie dowódców batalionów i kompanii, od grudnia 1949 zastępcą dowódcy kursu dowódców pułku i oficerów sztabu, od maja 1950 wykładowcą Cyklu Politycznego i Wyszkolenia Ogólnokształcącego, a od grudnia 1951 starszym instruktorem pracy organów partyjnych wydziału politycznego. W kwietniu 1953 został przeniesiony do Głównego Zarządu Politycznego WP, na stanowisko starszego instruktora Wydziału Organów Polityczno-Partyjnych Zarządu I Organizacyjnego, a od sierpnia 1955 starszego instruktora Oddziału I Organów Politycznych i Organów Partyjnych Zarządu I Organizacyjnego. Od maja 1957 przebywał w dyspozycji, a od września 1957 do czerwca 1961 studiował na Wydziale Pedagogicznym Wojskowej AkademiiPolitycznej im. Feliksa Dzierżyńskiego w Warszawie.
Po ukończeniu studiów powrócił do GZP WP, gdzie został szefem wydziału I Organów Politycznych Oddziału I Organizacyjnego Zarządu I Organizacyjnego, a od marca 1962 sekretarzem Komitetu Partyjnego PZPR Głównego Zarządu Politycznego WP i instytucji podległych. Od sierpnia 1964 był oficerem do zleceń zespołu oficerów do zleceń specjalnych, a od marca 1965 zastępcą sekretarza Komitetu Partyjnego MON. Od lutego 1967 był sekretarzem Komitetu Partyjnego MON. Od października 1968 do lipca 1978 był zastępcą do spraw politycznych dowódcy Wojsk Obrony Powietrznej Kraju. Do stopnia generała brygady awansowany na mocy uchwały Rady Państwa PRL z 5 października 1971. Nominację wręczył mu w Belwederze przewodniczący Rady Państwa Józef Cyrankiewicz. Od 1978 był wiceprezesem Zarządu Głównego Ligi Obrony Kraju oraz głównym specjalistą Kierownictwa GZP WP. W sierpniu 1985 pożegnany oficjalnie przez ministra obrony narodowej gen. armii Floriana Siwickiego oraz szefa Głównego Zarządu Politycznego WP gen. broni Józefa Baryłę i przeniesiony w stan spoczynku z dniem 15 października 1985.
Działacz PPR i PZPR. W latach 1968–1980 wchodził w skład Centralnej Komisji Kontroli Partyjnej PZPR. Zasiadał również w Radzie Naczelnej ZBoWiD.
Pochowany na Cmentarzu Wojskowym na Powązkach w Warszawie (kwatera 18C-1-6). Wojska Lotnicze i Obrony Powietrznej reprezentował na pogrzebie szef sztabu WLOP gen. dyw. pil. Henryk Pietrzak.

## Awanse
W trakcie wieloletniej służby w ludowym Wojsku Polskim otrzymywał awanse na kolejne stopnie wojskowe:
- podporucznik – 1945
- porucznik – 1947
- kapitan – 1949
- major – 1953
- podpułkownik – 1957
- pułkownik – 1962
- generał brygady – 1971

## Życie prywatne
Mieszkał w Warszawie. Od 1949 był żonaty z Emilią z domu Gwiazda (1928-2012). Miał przybraną córkę.

## Odznaczenia
- Krzyż Kawalerski Orderu Odrodzenia Polski (1963)
- Order Sztandaru Pracy II klasy (1971)[4]
- Order Krzyża Grunwaldu III klasy (1968)
- Krzyż Walecznych (1959)
- Krzyż Partyzancki (1958)
- Srebrny Krzyż Zasługi (1946)
- Medal 10-lecia Polski Ludowej
- Medal 30-lecia Polski Ludowej
- Medal 40-lecia Polski Ludowej
- Medal „Za udział w walkach w obronie władzy ludowej”
- Złoty Medal „Siły Zbrojne w Służbie Ojczyzny”
- Srebrny Medal „Siły Zbrojne w Służbie Ojczyzny”
- Brązowy Medal „Siły Zbrojne w Służbie Ojczyzny”
- Medal Zwycięstwa i Wolności 1945
- Medal „Za zasługi dla obronności kraju”
- Srebrny Medal „Za Zasługi dla Obronności Kraju”
- Brązowy Medal „Za Zasługi dla Obronności Kraju”
- Medal za długoletnią, ofiarną służbę (1985)
- Brązowa Odznaka „Za zasługi w ochronie porządku publicznego”
- Złote odznaczenie im. Janka Krasickiego (1967)[5]
- Odznaka Honorowa Polskiego Czerwonego Krzyża I stopnia (1973)[6]
- Odznaka „Zasłużony Działacz SZMW”
- Złoty Medal „Za Zasługi dla Pożarnictwa” (1968)[7]
- Złota Odznaka honorowa „Za Zasługi dla Warszawy” (1970)[8]
- Odznaka Honorowa Gryfa Pomorskiego (1970)[9]
- Order Wojny Ojczyźnianej I klasy (ZSRR, 1968)
- Medal jubileuszowy „Dwudziestolecia zwycięstwa w Wielkiej Wojnie Ojczyźnianej 1941–1945” (ZSRR)
- Medal jubileuszowy „Trzydziestolecia zwycięstwa w Wielkiej Wojnie Ojczyźnianej 1941–1945” (ZSRR)
- Medal jubileuszowy „Czterdziestolecia zwycięstwa w Wielkiej Wojnie Ojczyźnianej 1941–1945” (ZSRR)
- wiele innych odznaczeń i wyróżnień